# ADS 7251
ADS 7251 är en dubbelstjärna i mellersta delen av stjärnbilden Stora björnen. Den har en skenbar magnitud av ca 7,70 och kräver en stark handkikare eller ett mindre teleskop för att kunna observeras. Baserat på parallax enligt Gaia Data Release 3 på ca 157,89 mas, beräknas den ligga på ett avstånd av ca 20,66 ljusår (ca 6,33 parsec) från solen. Den rör sig bort från solen med en heliocentrisk radialhastighet av ca 12 km/s.

## Observation
De två stjärnorna delar en svagt excentrisk bana med en halv storaxel på 16,725 bågsekunder med en omloppsperiod på 975 år. Deras separation har minskat från 21,1 bågsekunder när de upptäcktes av F. G. W. Struve 1821 till 16,9 bågsekunder 2019. Struve dokumenterade också två mycket svagare stjärnor cirka 3 bågminuter från de två röda dvärgarna.
ADS 7251 A är 0,06 magnituder (sex procent) ljusare än ADS 7251 B. En katalog över MK-spektralklasser listar båda stjärnorna som sekundära standarder, där ADS 7251 A är klass M0 V och ADS 7251 B är klass K7 V, noterat som ovanligt i ljusare stjärna med en senare spektraltyp. Andra publikationer har beskrivit stjärnorna som båda K7 V, båda M0 V, eller primärstjärnan som K7 V och följeslagaren som M0 V. 

## Egenskaper
Primärstjärnan ADS 7251 A är en röd dvärg som har en massa av ca 0,69 solmassa, en radie av ca 0,58 solradie och utsänder energi från dess fotosfär motsvarande ca 0,079 gånger solen vid en effektiv temperatur av ca 4 000 K.
Följeslagaren ADS 7251 B är en röd dvärg som har en massa av ca 0,64 solmassa, en radie av ca 0,58 solradie och utsänder energi från dess fotosfär motsvarande ca 0,079 gånger solen vid en effektiv temperatur av ca 4 000 K.

## Planetsystem
ADS 7251 B, även känd som Gliese 338 B eller HD 79211, omkretsas av en exoplanet som upptäcktes 2020 genom mätning av radiell hastighet. Även om den beskrivs som en superjord av dess upptäcktsrapport, är den närmare Uranus i massa. En oberoende bekräftelse av planeten publicerades 2022.
| Planet | Massa          | Halv storaxel (AE) | Siderisk omloppstid (d) | Excentricitet      | Inklination | Radie |
| ------ | -------------- | ------------------ | ----------------------- | ------------------ | ----------- | ----- |
| b      | ≥10,6 ± 1,2 M🜨 | 0,142 ± 0,005      | 24,422 ± 0,014          | 0,109 +0,100−0,075 | -           | -     |